# MOL liga 2010/2011
Sezóna 2010/2011 byla 3. sezónou MOL ligy. Mistrem se stal tým SC Miercurea Ciuc.

## Základní část
| Vysvětlivka                          |
| ------------------------------------ |
| Přímý postup do čtvrtfinále play off |
| Postup do předkola play off          |

| Poř. | Tým                           | Z  | V  | VP | PP | P  | VG  | OG  | B  |
| ---- | ----------------------------- | -- | -- | -- | -- | -- | --- | --- | -- |
| 1.   | SC Miercurea Ciuc             | 32 | 21 | 4  | 1  | 6  | 161 | 73  | 72 |
| 2.   | Dunaújvárosi Acélbikák        | 32 | 22 | 1  | 2  | 7  | 170 | 85  | 70 |
| 3.   | Miskolci JJS                  | 32 | 19 | 3  | 3  | 7  | 163 | 96  | 66 |
| 4.   | Budapešť Stars                | 32 | 19 | 2  | 2  | 9  | 136 | 75  | 63 |
| 5.   | Ferencvárosi TC               | 32 | 16 | 1  | 2  | 13 | 128 | 117 | 52 |
| 6.   | SCM Brašov                    | 32 | 14 | 0  | 4  | 14 | 116 | 103 | 46 |
| 7.   | Alba Volán Székesfehérvár U19 | 32 | 8  | 4  | 0  | 20 | 97  | 148 | 32 |
| 8.   | CSA Steaua Bukurešť           | 32 | 8  | 1  | 2  | 21 | 91  | 161 | 28 |
| 9.   | Újpesti TE                    | 32 | 1  | 0  | 0  | 31 | 68  | 272 | 3  |

## Play off

### Předkolo
- CSA Steaua Bukurešť - Újpesti TE 0:2 (5:6, 1:7)

### Čtvrtfinále
- SC Miercurea Ciuc - Újpesti TE 3:0 (14:0, 11:1, 8:0)
- Dunaújvárosi Acélbikák - Alba Volán Székesfehérvár U19 3:0 (2:0, 4:1, 5:2)
- Miskolci JJS - SCM Brašov 3:1 (9:4, 3:4 P, 4:3, 5:4)
- Budapešť Stars - Ferencvárosi TC 3:0 (5:1, 8:2, 7:0)

### Semifinále
- SC Miercurea Ciuc - Budapešť Stars 3:1 (3:2 SN, 4:5 SN, 1:0 P, 4:3 P)
- Dunaújvárosi Acélbikák - Miskolci JJS 3:0 (5:2, 4:3 SN, 4:3)

### Finále
- SC Miercurea Ciuc - Dunaújvárosi Acélbikák 4:1 (4:2, 4:5 SN, 2:1, 5:2, 3:1)